# Graaf van Buckingham
Graaf van Buckingham (Engels: earl of Buckingham) is een Engelse adellijke titel.
De titel werd voor het eerst gecreëerd in 1097 door koning Willem II van Engeland voor Walter Giffard. Met de dood van zijn zoon in 1164 stierf de titel uit.
Hoewel er geen officiële documenten van zijn, wordt algemeen aangenomen dat de titel in 1164 voor de tweede maal gecreëerd werd door Hendrik II voor Richard de Clare, 2e graaf van Pembroke. Na zijn kinderloos overlijden stierf de titel opnieuw uit.
In 1377 werd Thomas van Woodstock, jongste zoon van koning Eduard III, beleend met de titel. Hij werd in 1385 tevens hertog van Gloucester. Na zijn executie in 1397 verviel de hertogstitel aan de kroon, maar de grafelijke titel ging over op zijn zoon Humfried van Gloucester, die twee jaar later overleed, waarna de titel weer uitstierf.
De titel werd voor de vierde maal gecreëerd voor George Villiers, burggraaf Villiers, door koning Jacobus I. Hij werd echter een jaar later benoemd tot markgraaf van Buckingham en in 1623 tot hertog van Buckingham, waardoor de titel vrij kwam voor Mary Compton, die gravin van Buckingham werd voor het leven. Zij was de laatste die de titel droeg.

## Graaf van Buckingham, eerste creatie (1097)
- 1097 – 1102: Walter Giffard († 1102), 1e graaf van Buckingham
- 1102 – 1164: Walter Giffard († 1164), 2e graaf van Buckingham

## Graaf van Buckingham, tweede creatie (1164)
- 1164 – 1176: Richard de Clare, 2e graaf van Pembroke († 1176), 1e graaf van Buckingham

## Graaf van Buckingham, derde creatie (1377)
- 1377 – 1397: Thomas van Woodstock (1355-1397), 1e hertog van Gloucester, 1e graaf van Buckingham
- 1397 – 1399: Humfried van Gloucester (1382-1399), 2e graaf van Buckingham

## Graaf van Buckingham, vierde creatie (1617)
- 1617 – 1623: George Villiers (1592-1623), 1e graaf van Buckingham

## Gravin van Buckingham, vijfde creatie (1618)
- 1618 – 1632: Mary Compton (1570-1632), 1e gravin van Buckingham